# Asceles brevicollis
Asceles brevicollis är en insektsart som beskrevs av Ludwig Redtenbacher 1908. Asceles brevicollis ingår i släktet Asceles och familjen Diapheromeridae. Inga underarter finns listade i Catalogue of Life.